# Franciszka Józefa Portugalska
Franciszka Józefa de Bragança (ur. 30 stycznia 1699 w Lizbonie, zm. 15 lipca 1736 tamże) – infantka portugalska.

## Życiorys
Urodziła się jako córka króla Piotra II Spokojnego i jego drugiej żony królowej Marii Zofii. Jej starszym bratem był m.in. przyszły król Portugalii Jan V Wielkoduszny.
Infantka Franciszka Józefa zmarła niezamężnie i bezpotomnie. Została pochowana w klasztorze São Vicente de Fora w Lizbonie.